# Отношения Сент-Китса и Невиса и США
Отноше́ния ме́жду Сент-Китс и Не́висом и США представляют собой двусторонние отношения между Сент-Китс и Невис и Соединёнными Штатами.

## История
С момента обретения Сент-Китс и Невисом полной независимости в 1983 году его отношения с Соединёнными Штатами остаются дружественными. Александр Гамильтон, один из ключевых основателей Соединённых Штатов, родился в Чарлстауне, Невис. США стремятся содействовать экономическому развитию Сент-Китс и Невиса, а также укреплению его умеренной демократической парламентской формы правления. Сент-Китс и Невис является участником Карибской бассейновой инициативы США. Американская помощь в основном предоставляется через многосторонние организации, такие как Всемирный банк и Карибский банк развития (CDB), а также через представительство USAID в Бриджтауне, Барбадос. Кроме того, Сент-Китс и Невис получает выгоду от американских военных учений и гуманитарных строительных проектов.
Сент-Китс и Невис занимает стратегическое положение в Подветренных островах, недалеко от морских транспортных путей, имеющих важное значение для США. Близость Сент-Китс и Невиса к Пуэрто-Рико и Американским Виргинским островам делает федерацию привлекательной для наркотрафикантов. В целях противодействия этой угрозе правительство Сент-Китс и Невиса сотрудничает с США в борьбе с незаконным оборотом наркотиков. В 1995 году стороны подписали договор о морском правоприменении, который в 1996 году был дополнен соглашением о пролётах и принудительной посадке. В 1996 году также был подписан обновлённый договор о выдаче преступников, а в 1997 году – договор о взаимной правовой помощи.
Сент-Китс и Невис является популярным туристическим направлением среди американцев. После терактов 11 сентября 2001 года поток туристов временно сократился, но в последние годы количество посетителей вновь растёт. На островах проживает менее 1000 граждан США, однако значительную часть американского населения составляют студенты и сотрудники Ветеринарная школа Университета Росс и Медицинский университет Америки – Невис.

## Посольства
Соединённые Штаты не имеют официального дипломатического представительства в Сент-Китс и Невисе. Посол и сотрудники посольства работают из Барбадоса и регулярно посещают Сент-Китс и Невис. Тем не менее, консульский агент США, проживающий на соседней Антигуа, оказывает помощь гражданам США в Сент-Китс и Невисе.

## Внешние ссылки
- История отношений США и Сент-Китс и Невиса
- Государственный департамент США – Сент-Китс и Невис